# 豊浜鯛まつり

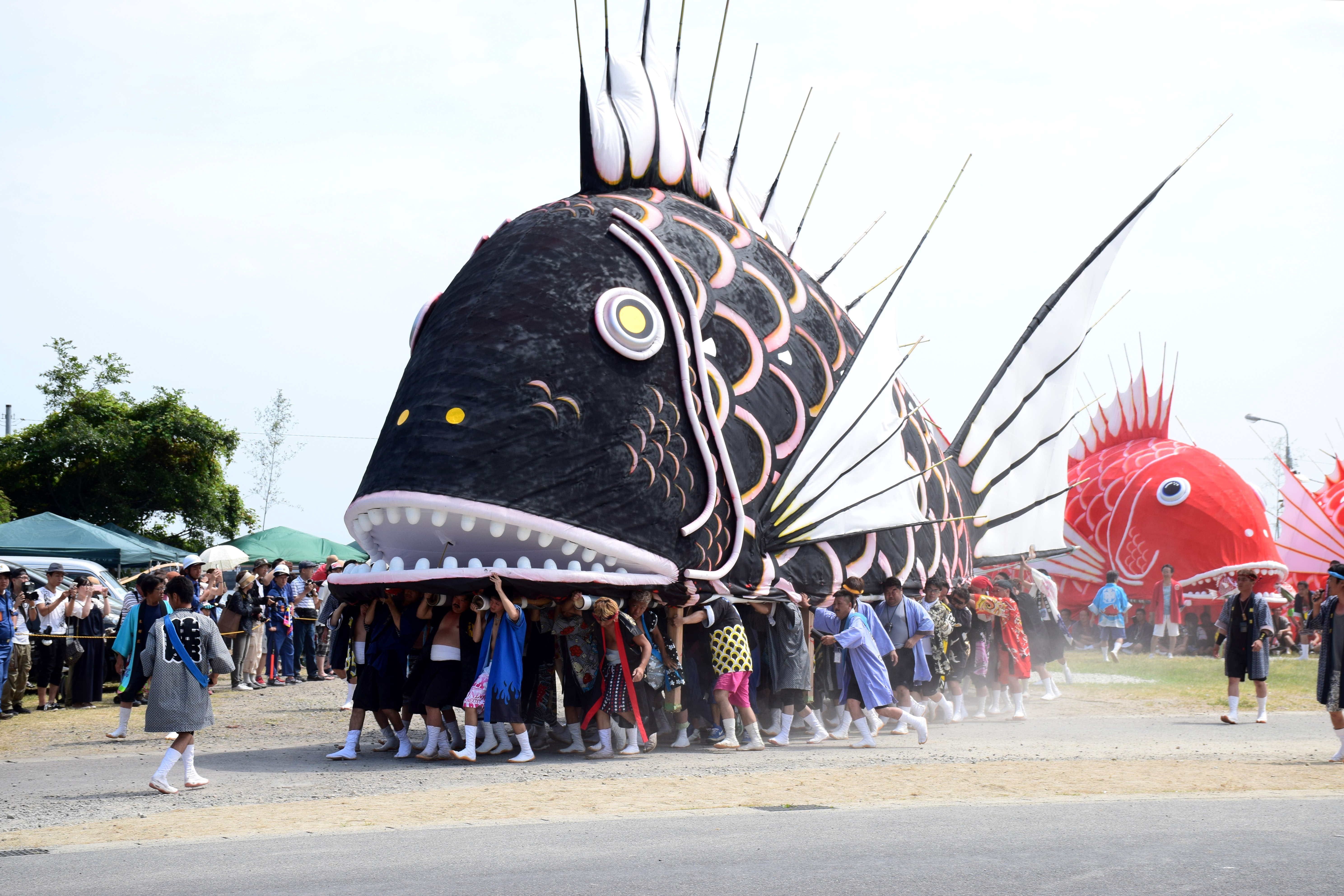
豊浜鯛まつり

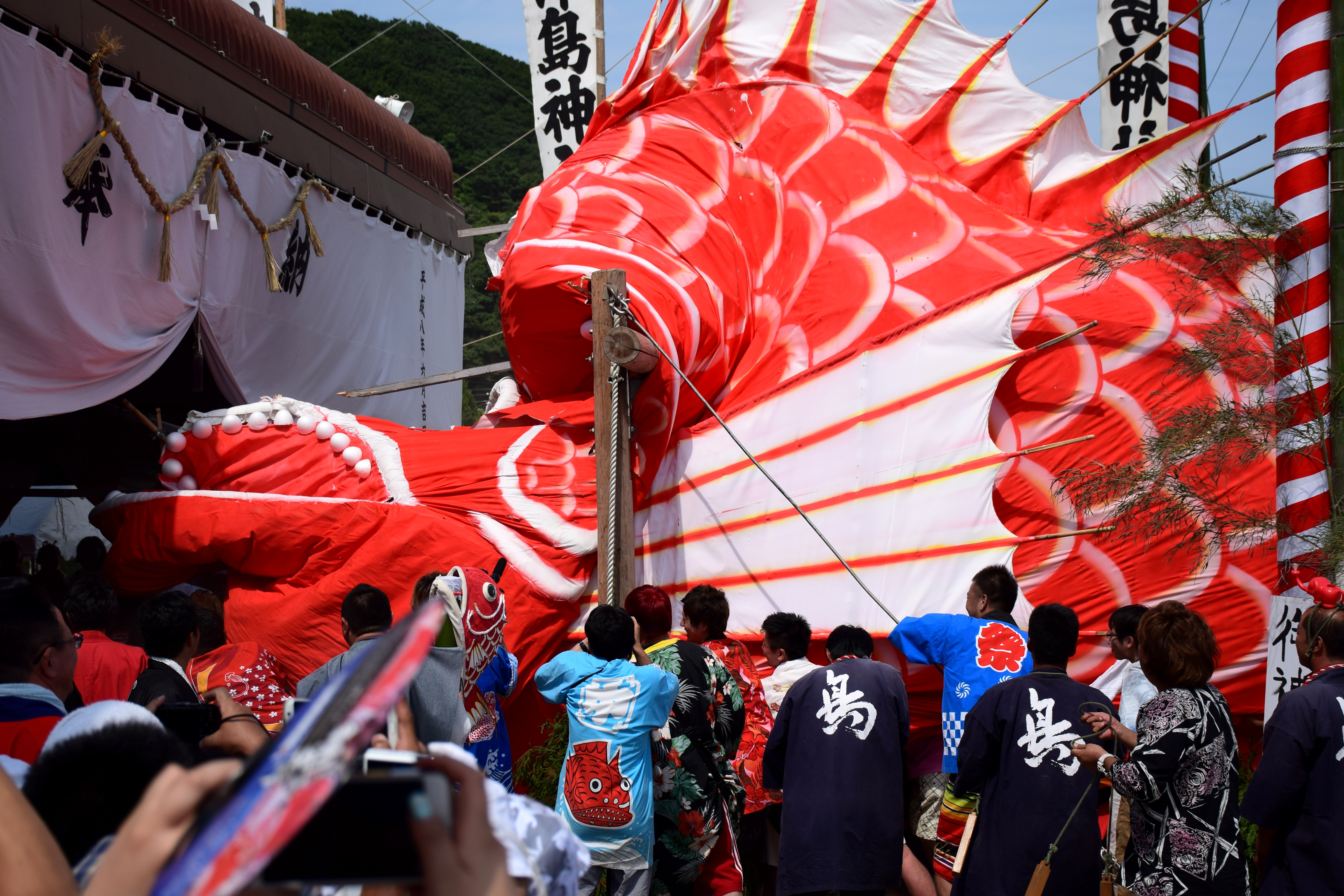
柵に体当たりする「打ち込み」

豊浜鯛まつり（とよはまたいまつり）は、愛知県知多郡南知多町豊浜地区で毎年7月に行われる祭り。大小の張りぼての鯛5匹が町内や海を練りまわる。

## 歴史
1885年（明治18年）頃に祭礼に興を添えるために、はつかねずみの張りぼてを作ったのが最初とされる。その後、さまざまな動物の張りぼてが作られた後に海の生き物となり、大正初期には鯛の張りぼてとなった。

## 鯛の張りぼて
全長10～18m。木や竹で骨組みを作った後に白木綿を巻きつけて赤いペンキで着色する（後で黒く塗り替えられることもある）。目玉の部分はステンレス製洗面器を利用。